# Acacia gerrardii
Acacia gerrardii är en ärtväxtart som beskrevs av George Bentham. Acacia gerrardii ingår i släktet akacior, och familjen ärtväxter. Inga underarter finns listade i Catalogue of Life.

## Bildgalleri

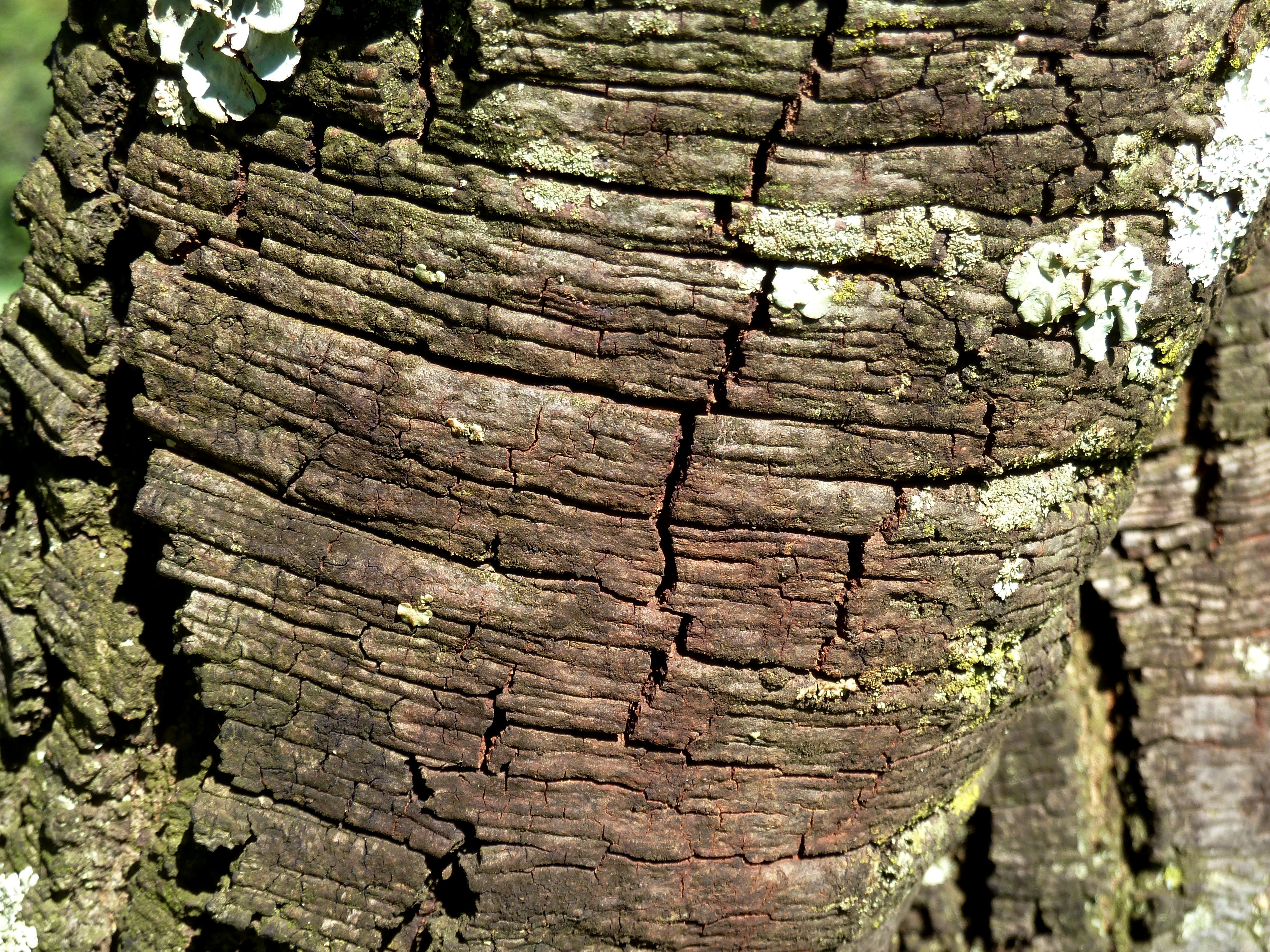
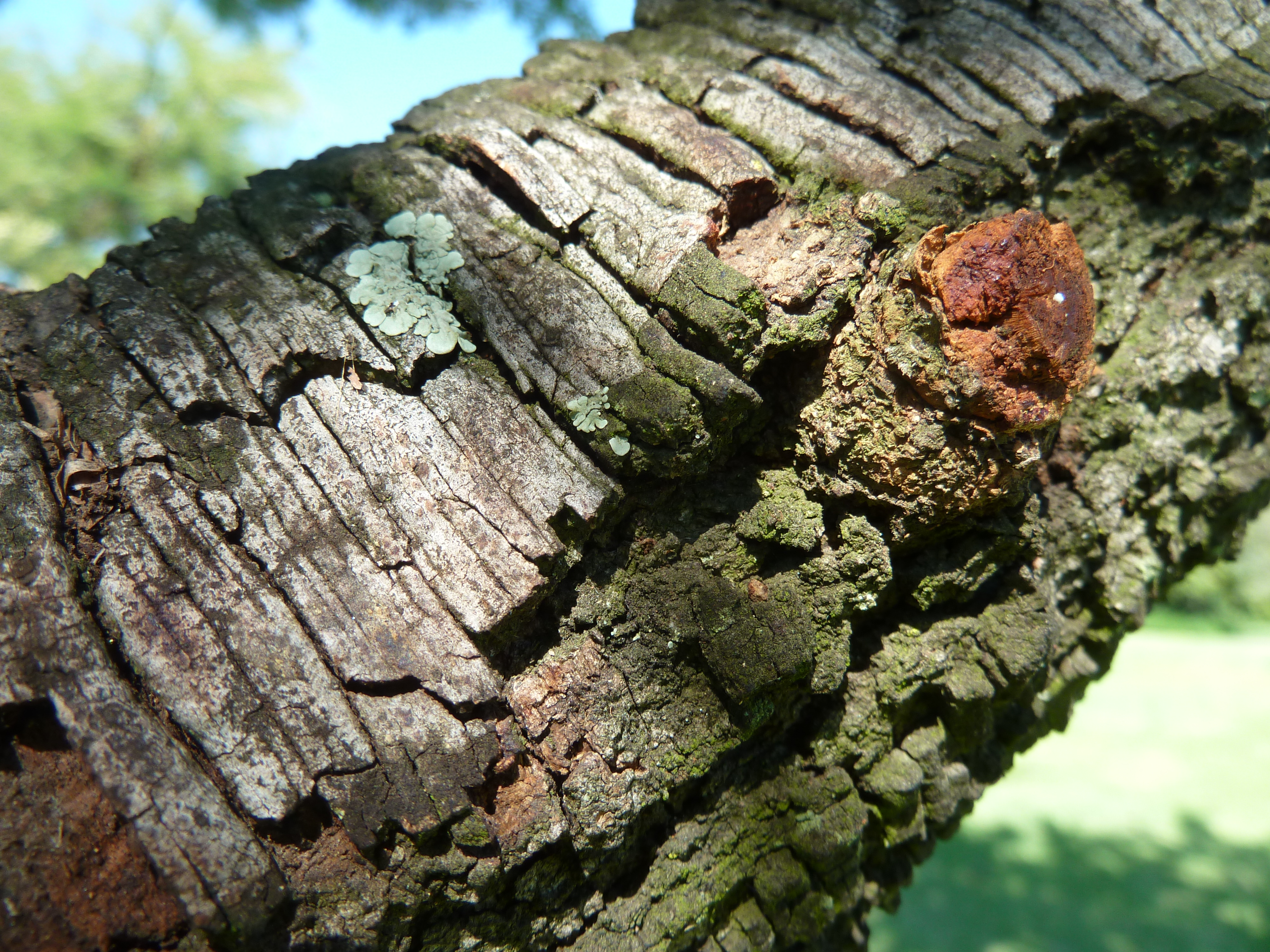
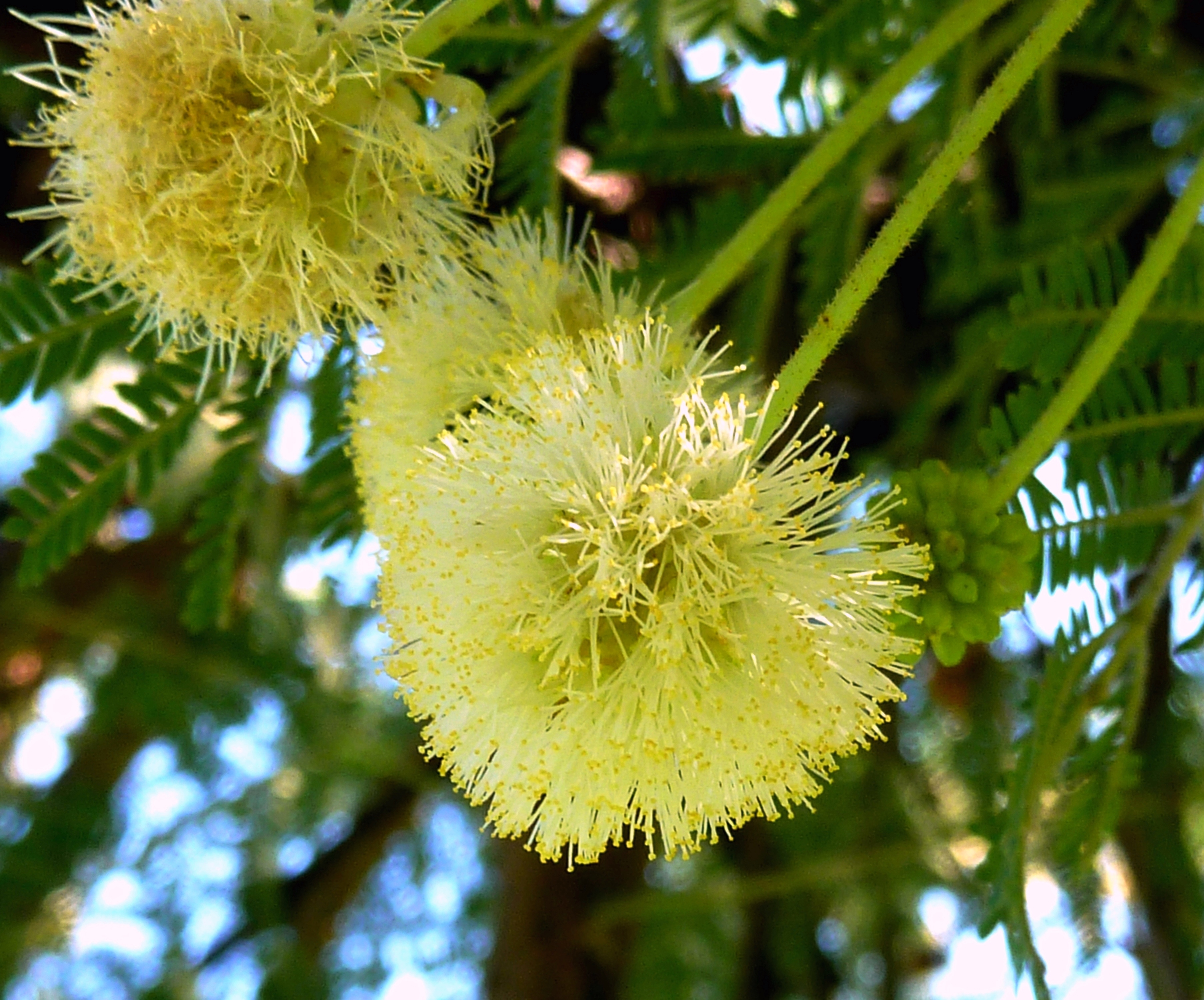
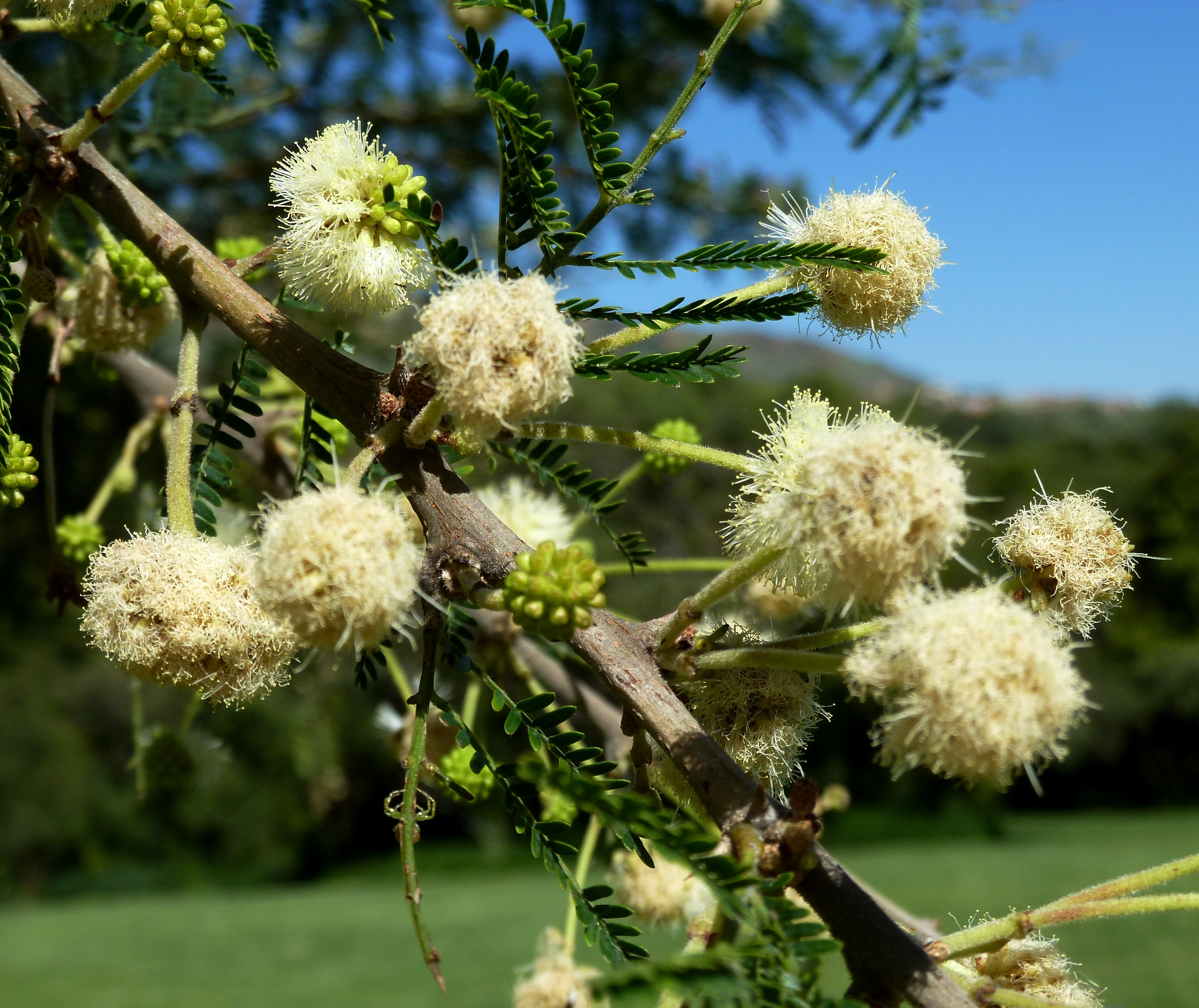